# Acetil-CoA carboxilasa
L'Acetil Coenzim A carboxilasa (abreviat amb la sigla ACC) és un complex sistema enzimàtic multifuncional fonamental en el procés de síntesi d'àcids grassos. Aquest enzim és biotina-dependent i contribueix de manera important en el control general de l'energia del metabolisme establint un model d'exploració dels mecanismes de control dels enzims i de l'acció hormonal. La seva acció principal consisteix en proveir el substrat al Malonil-CoA per a la síntesi dels àcids grassos. L'enzim doncs, catalitza la reacció d'adicció d'un grup hidrogencarbonat a l'acetat per a formar malonat en un procés que requereix una molècula d'ATP.

## Estructura
L'Acetil-CoA carboxilasa es presenta com un monòmer, homodímer y homerotetràmer amb multitud de dominis al reticle endoplasmàtic de les cèl·lules eucariotes i amb gran nombre de subunitats a la major part dels procariotes i als cloroplasts de les cèl·lules vegetals. Aquestes subunitats (cadascuna de les quals catalitza una reacció diferent) estàn formades per nombroses cadenes polipeptídiques codificades cada una d'elles per una seqüència determinada de gens.
L'Acetil-CoA carboxilasa, posseeix dues fonamentals activitats catalítiques: la Biotina-carboxilasa (BC), encarregada de carboxil·lar el grup prostètic de la Biotina (proteina portadora de biotina carboxil o BCCP) i la Carboxiltransferasa (CT), allotjades respectivament en diferents subunitats.
La biotina està lligada covalentment mitjançant un lligam amida a la cadena lateral d'una lisina que es troba a la una de les regions funcionals de l'Acetil-CoA caroxilasa (la unió amb la biotina). La posició estratègica d'aquesta zona entre la Biotina-carboxilasa i la Carboxiltransferasa, permet a la biotina de desplaçar-se des d'una regió activa a l'altre segons sigui necessari.

## Isoenzims
Existeixen dos isoenzims de l'Acetil-CoA carboxilasa: l'alfa (ACACA) i el beta (ACACB), ambdós localitzables a l'organisme humà. Aquests isoenzims estan codificats per dos gens diferents.
El dèficit d'un d'aquests isoenzims pot provocar una malaltia anomenada Deficiència de Acetil-CoA Carboxilasa, que afecta directament a la síntesi d'àcids grassos i que pot comportar danys als músculs (disminuint la seva tonicitat), una disminució del creixement i l'aparició de miopia persistent. A més, la falta d'aquest enzim també afectaria al metabolisme de la glucosa i a la regulació de la biosíntesi del colesterol.

### Acetil-CoA carboxilasa alfa[4]
La funció principal de l'ACACA és catalitzar la biosíntesi d'àcids grassos de cadena llarga. Concretament se centra en la síntesi de la proteïna portadora del carboxil i de la síntesi de carboxilases i carboxiltransferases.
L'ACACA s'ha descobert que s'expressa en abundància al teixit adipós, tot i també manifestanti expressió als ronyons, al pàncrees, al cervell, al múscul esquelètic i a la placenta.
El dèficit d'aquest isoenzim en concret pot causar Aplasia Cutis congènita.

### Acetil-CoA carboxilasa beta[5]
L'ACACB té com a principal funció catalitzar la reacció de carboxilació de l'Acetil-CoA a Malonil-CoA. A més, també està involucrat en la inhibició de la oxidació de glucosa i àcids grassos. Té un paper important en la regulació de la oxidació d'àcids grassos mitjançant reaccions amb Malonil-CoA (procés que es realitza al mitocondri).
S'expressa sobretot al fetge, al cor i al múscul esquelètic.

## Funció i síntesi de lípids
La funció primària de l'Acetil-CoA carboxilasa és aquella de catalitzar la carboxilació de l'Acetil-CoA per a produir Malonil-CoA. Aquesta funció la realitza col·laborant amb la Biotina mitjançant la qual fixa el CO₂ per a la producció de Malonil-CoA, enzim que té un paper fonamental en el cicle dels àcids grassos, procés irreversible. Aquesta acció és duta a terme gràcies a les seves activitats catalítiques (BC i CT). La generació de Malonil-CoA també és força important a l'oxidació d'àcid grassos en alguns casos tals com; al cor dels rosegadors, o al múscul esquelètic. La reacció de biosíntesi d'aquest coenzim requereix la consumició d'una molècula d'ATP. Aquesta és la primera reacció i l'etapa limitant de la biosíntesi d'àcids grassos.
Reacció:
ATP + hidrogencarbonat + biotinil-ACC → ADP + Pi + carboxibiotinil-ACC
Carboxibiotinil-ACC + acetil-CoA → biotinil-ACC + malonil-CoA

## Regulació[8]
L'acetil-coA respon a canvis al seu entorn de manera que la fosforilació (mitjançant una cinasa dependent d'AMP) inhibeix l'enzim acetil-CoA carboxilasa mentre que la desfosforilació per la proteína fosfatasa-2A (PP2A) l'activa.
És una regulació complexa, ja que s'han de controlar els procesos d'inhibició de la beta oxidació i l'activació de la biosíntesi de lípids
La fosforilació inhibitòria de l'ACC pot ser resultat de la unió de glucagó i epinefrina (hormones) als receptors de la superfície de la cèl·lula, però la major causa de fosforilació és deguda a un increment en els nivells de l'AMP quan l'energia de la cèl·lula és baixa. L'AMPK (proteína kinasa activada per AMP) és un indicador del nivel de combustible, ja que s'activa mitjançant l'AMP i s'hinibeix en presencia d'ATP. La proteïna-cinasa també té habilitat de fosforilar l'ACC amb major habilitat relativa per fosforilar l'ACCB que l'ACCA. Tot i això es desconeix el significat fisiològic de la proteïna kinasa.
Indirectament l'adrenalina i el glucagó inhibeixen l'enzim ACC, ja que s'activa la cinasa dependent de cAMP que activa la proteína fosfatasa-2A (PP2A) i s'estabilitza la forma fosforilada de l'ACC. Per tant, com a resultat la síntesi d'àcids grassos disminueix. Una concentració d'AMP elevada indica una baixa càrrega energètica de la cèl·lula, però l'AMP també pot relaxar l'ACC mitjançant una inhibició al·lostèrica. És a dir, si la càrrega energètica és baixa, s'inhibeix la carboxilasa, ja que quan hi ha demanda d'energia no es sintetitzen lípids.
L'acetil-CoA també s'estimula mitjançant el citrat que actua sobre l'enzim que està inactiu (presentat com a dimers inactius). A través d'un cicle de retroalimentació el citrat activa al·lostèricament l'ACC. El citrat facilita la polimerització dels dímers inactius a filaments actius. La concentració de citrat será elevada quan les concentracions d'acetil-CoA i ATP siguin elevades, ja que això indica que hi ha energía i materia prima per la síntesi d'àcids grassos. És a dir, el citrat pot activar al·lostèricament l'ACC fosforilat i així activar de nou la síntesi dels àcids grassos. Altres activadors al·lostèrics són el glutamat i alguns àcids dicarboxílics. En canvi, les cadenes curtes i llargues d'acils-CoA són inhibidors de l'ACC
El palmitil contrarresta l'efecte estimulador del citrat sobre l'ACC que abunda quan hi ha excés d'àcids grassos de manera que l'ACC és inhibit al·lostèricament pel palimitil-CoA.
La insulina en canvi estimula la síntesi d'AG mitjançant l'activació de PP2A i també activa l'acumulació de TAG, tot i que inhibeix la mobilització dels àcids grassos

## Mecanisme de funcionament
L'Acetil-CoA carboxilasa col·labora amb la biotina i mitjançant la qual fixa el CO₂ per la producció de malonil-CoA que intervé en la lipogènesi, per tant l'ACC també intervé en aquest procés.
La lipogènesi correspon a la biosíntesi d'àcids grassos que seran posteriorment esterificats o units al glicerol per formar TAG. Aquest procés es realitza mitjançant dos sistemes enzimàtics situats al citoplasma cel·lular, un dels quals és l'acetil-CoA carboxilasa. Aquesta via converteix l'acetil-CoA a palmitat, per això cal NADPH, ATP, ió manganès, biotina, àcid pantotènic i hidrogencarbonat com a cofactors.

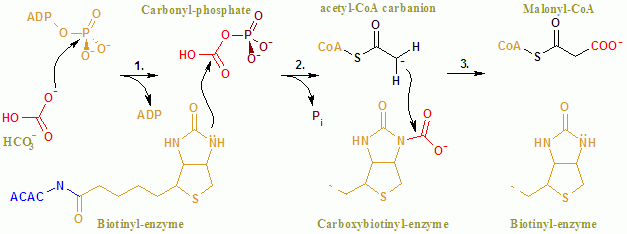
Mecansime de funcionament de l'ACAC

L'acetil-CoA carboxilasa catalitza el primer pas de la biosíntesi d'àcids grassos, a més de ser un dels pasos limitants del procés.
El mecanisme de reacció d'aquest enzim és dependent de la biotina i és molt similar al del propionil-CoA carboxilasa i el piruvat carboxilasa.
- Propionil-CoA carboxilasa: serà convertit posteriorment a succinil-CoA. En algunes plantes i organismes marins on es sintetitzen àcids grassos de cadenes amb nombre de carbonis senar el producte final de la oxidació és el propionil-CoA
- Piruvat carboxilasa: enzim del cicle de Krebs que en la gluconeogènesi permet la formació de fosfoenol piruvat a partir de piruvat. Com és una reacció endergònica que requereix energia el piruvat s'ha de convertir en oxaloacetat, reacció catalitzada pel piruvat carboxilasa.

L'acetil-CoA carboxilasa que conté biotina carboxila l'acetil-CoA a malonil-CoA en el citoplasma, amb l'ús d'hidrogencarbonat (HCO₃-) i ATP.
La quantitat disponible d'ACC es regula a mitjà i llarg termini mitjançant l'expressió del gen subjacent i la degradació proteolítica de l'enzim. En canvi, la regulació de l'activitat enzimática a curt termini segueix mecanismos al·lostèrics i interconversions.

### Biosíntesi de l'àcid gras-gerani pirofosfat
En aquesta ruta l'acetil-CoA és l'intermediari d'interconnexió entre la biosíntesi d'un àcid gras i la via d'iniciació per la formació d'esteroides. Per tant, és una ruta clau, en concret per la síntesi d'una gran quantitat d'hormones, pràcticament de totes aquelles que no són proteiques. L'activitat d'aquestes hormones és essencial, no únicament pel desenvolupament del nostre organisme, si no pel manteniment de la nostra regulació interna i la nostra activació conductual.

## Usos clínics
L'Acetil-CoA carboxilasa pot ser utilitzat per a usos mèdics com ara el desenvolupament de noves teràpies en contra de l'obesitat, la diabetes i d'altres síndromes metabòlics. Després de dur a terme un experiment en el qual s'inseria Acetil-CoA carboxilasa beta a una sèrie de ratolins, es va demostrar que el rang d'oxidació dels àcids grassos als seus músculs era gairebé d'un 30% més gran en quests ratolins que no pas als altres. Els ratolins mutats tenien un 50% menys de greix respecte als que no havien estat alterats. Aquests resultats es poden traslladar a farmacologia humana per a la creació de nous fàrmacs. També s'utilitza en la producció de nous antibiòtics contra bacteris específics mitjançant l'estudi de les diferències estructurals entre l'Acetil-CoA carboxilasa dels bacteris i dels humans.